# Borj-e Bālān
Borj-e Bālān (persiska: برج بالان, باران, بالان) är en ort i Iran.   Den ligger i provinsen Markazi, i den centrala delen av landet, 300 km sydväst om huvudstaden Teheran. Borj-e Bālān ligger 2 188 meter över havet och antalet invånare är 104.
Terrängen runt Borj-e Bālān är kuperad västerut, men österut är den platt. Runt Borj-e Bālān är det ganska tätbefolkat, med 54 invånare per kvadratkilometer. Närmaste större samhälle är Hendūdūr, 18,1 km sydost om Borj-e Bālān. Trakten runt Borj-e Bālān består i huvudsak av gräsmarker.